# Francisco Jara
Francisco Jara (ur. 3 lutego 1941 w Guadalajarze, zm. 2 lutego 2024) – meksykański piłkarz występujący na pozycji napastnika.

## Kariera klubowa
Przez całą karierę Jara występował w zespole Chivas de Guadalajara. Pięciokrotnie zdobył z nim mistrzostwo Meksyku (1961, 1962, 1964, 1965, 1970), a także dwukrotnie Puchar Meksyku (1963, 1970).

## Kariera reprezentacyjna
W reprezentacji Meksyku Jara grał w latach 1963–1968. W 1966 roku został powołany do kadry na mistrzostwa świata. Nie zagrał jednak na nich w żadnym meczu, a Meksyk odpadł z turnieju po fazie grupowej.